# Vasilij Josifovič Stalin
Vasilij Josifovič Stalin (rusky Василий Иосифович Сталин, gruzínsky ვასილი იოსების სტალინი; od 9. ledna 1962 pod příjmením Džugašvili, Джугашвили, ჯუღაშვილი; 21. března 1921, Moskva – 19. března 1962, Kazaň) byl nejmladším synem Josifa Vissarionoviče Stalina a jeho druhé manželky Naděždy Allilujevové. Jako člen sovětského letectva bojoval proti nacistickému Německu, když v roce 1941 zahájilo operaci Barbarossa, invazi do Sovětského svazu. Po válce zastával několik důstojnických funkcí. Po smrti svého otce v roce 1953 ztratil svou autoritu a kvůli vážným problémům s alkoholem byl nakonec zatčen a poslán do vězení. Později mu byla udělena milost a zbytek života strávil mezi vězením a nemocnicí. Zemřel dva dny před 41. narozeninami v roce 1962, devět let po svém otci.

## Život

### Dětství a mládí
Vasilij se narodil 21. března 1921 jako syn Josifa Stalina, tehdy lidového komisaře Dělnicko-rolnické inspekce RSFSR a pro národnosti RSFSR, a Naděždy Allilujevové. Měl staršího nevlastního bratra Jakova Džugašviliho (nar. 1907) z prvního manželství svého otce s Jekatěrinou Svanidzeovou a mladší sestru Světlanu narozenou v roce 1926. Čtyři měsíce po Vasilijově narození rodina také adoptovala stejně starého Arťoma Fjodoroviče Sergejeva, syna Josifova blízkého přítele Fjodora Andrejeviče Sergejeva, který se zabil při zkušební jízdě aerovagonu.
Protože se Naděžda Allilujevova chtěla věnovat profesionální kariéře, byla jako chůva pro Vasilije a Světlanu najata Alexandra Bychokova (nevlastní bratr Jakov žil u tety v Tbilisi). 9. listopadu 1932 se Vasilijova matka zastřelila. Aby sebevraždu utajili, bylo dětem řečeno, že matka zemřela na zánět pobřišnice, komplikace zánětu slepého střeva. Trvalo 10 let, než se dozvěděli pravdu o smrti své matky. Světlana později napsala, že smrt jejich matky měla na jejího bratra hluboký dopad, začal pít alkohol ve 13 letech a v opilosti ji proklínal a napadal ji, zejména v moskevské dače Zubalovo, která byla jejich hlavním bydlištěm.
Po matčině smrti přestal Josif Stalin své děti navštěvovat; o Vasilije a jeho sestru se starala jen chůva a šéf Stalinovy ochranky Nikolaj Vlasik (Vasilij to popsal jako „komunikaci s bezzubou Němkou a popíjení ve společnosti rjazaňského policisty“). Během té doby se Vasilij sblížil s Károlym Paukerem, Maďarem, který pracoval jako osobní strážce jeho otce. Pauker často cestoval ze Sovětského svazu a vozil mladšímu Stalinovi dárky, během Velké čistky z něj ovšem jeho cizí národnost a pobyty v zahraničí učinily cíl represí a v srpnu 1937 byl zastřelen. Stalin trávil čas i s ostatními dozorci a popíjel s nimi. Později napsal, že celé své dětství „strávil mezi dospělými dozorci“ a že to zanechalo „hlubokou stopu v celém [jeho] soukromém životě a charakteru“. Snažil se získat pozornost svého otce, psal mu dopisy, ale starší Stalin korespondenci neopětoval.

### Vzdělání a vojenská služba
V roce 1933 byli Stalin a jeho sestra zapsáni do moskevské modelové školy č. 25, prominentní veřejné školy. Stalin byl špatný student a Světlana si vzpomínala, že učitelé často probírali jeho špatné chování s jeho otcem. V roce 1937 byl přeřazen ze školy do zvláštní školy č. 2, kde ale jeho chování nebylo ničím omezeno. O rok později byl Vasilij Stalin, nyní ve věku 17 let, poslán do Kačinské vojenské letecké školy. Původně chtěl navštěvovat dělostřeleckou školu, ale protože jeho nevlastní bratr Jakov už do ní chodil, jejich otec nechtěl, aby oba synové měli stejné vojenské zaměření. Jeho otec nařídil škole, aby mu kvůli jeho jménu neudělovala žádné úlevy a privilegia, a požádal, aby zůstal v běžných kasárnách. Stalinovi se ve škole dařilo docela dobře, ve zprávě otci z roku 1939 se uvádí, že byl „[zasvěcen] straně Lenin-Stalin“ a „zajímal se a dobře se orientoval v otázkách mezinárodní a domácí situace„. Školní docházku dokončil v březnu 1940 s „výborným“ prospěchem a dosáhl hodnosti poručíka letectva. Od března 1940 sloužil u 16. stíhacího leteckého pluku 57. letecké brigády letectva Moskevského vojenského okruhu jako mladší pilot. Dne 31. prosince 1940 se oženil s Galinou Burdonskou, studentkou Moskevské státní univerzity polygrafického umění, které bylo také 19 let. 
Sovětský svaz byl napaden nacistickým Německem 22. června 1941 a Stalin byl převelen na frontu v srpnu 1941. Ve snaze utajit svou identitu dostal příjmení Ivanov. Jako Stalinův syn létal v boji jen zřídka, a když to udělal, byl doprovázen formací. Vasilij se zúčastnil 29 bojových misí a podle některých záznamů sestřelil dva nepřátelské letouny (údaje jsou značně rozporuplné). Jako syna sovětského vůdce byl Vasilij nenáviděn většinou svých kolegů, kteří ho považovali za informátora svého otce. Na jaře 1942 byl poslán zpět do Moskvy, kde byl pověřen kontrolou stavu letectva a po zbytek války zůstal hlavně v Moskvě. Vasilij, znuděný touto rolí, se dostal do potíží po incidentu ze 4. dubna 1943, kdy lovil ryby tak, že nechal shodit výbušninu do řeky Moskvy, přičemž byl zabit jeden palubní inženýr a zraněn jeden letec. Kvůli této explozi byl degradován, ale během roku a půl byl povýšen na velitele letecké divize. Poté byl povýšen na generála a ve věku 24 let se stal nejmladším generálmajorem v Rudé armádě. Byl také oceněn několika vyznamenáními, včetně Řádu rudého praporu (dvakrát), Řádu Alexandra Něvského a Řádu Suvorova. Po válce byl v rámci sovětské okupace převezen do Německa.
V roce 1946 byl povýšen na generálmajora, v roce 1947 na generálporučíka a v roce 1948 na velitele vzdušných sil moskevského vojenského okruhu.
Po válce se Vasilij začal zajímat o sport, zejména o lední hokej. Pomohl vytvořit tým reprezentující letectvo, VVS Moskva, a přivedl Anatolije Tarasova jako hráče-trenéra pro inaugurační sezónu v letech 1946–47. Protože kvůli němu byli do týmu začleňováni talentovaní sportovci z jiných týmu, zkratka VVS se stala terčem satiry (např. «Взяли всех спортсменов» – “vzali všechny sportovce„ nebo «Ватага Василия Сталина» – “výběr Vasilije Stalina„) Tarasov se však s Vasilijem pohádal kvůli hráčům a po jedné sezóně z týmu odešel do CDKA Moskva (později CSKA Moskva). 5. ledna 1950 letadlo s týmem VVS havarovalo u Sverdlovsku a všichni členové týmu zahynuli. Přesto VVS vyhrál tři po sobě jdoucí tituly sovětské mistrovské ligy v letech 1951 až 1953. Počátkem 50. let byla na jeho příkaz zahájena výstavba sportovního centra a hotelu Sovětskaja v moskevském Leningradském okrese, kde žil. Nyní, na jeho památku, je po něm pojmenován byt č. 301.

### Zatčení a vězení
Josif Stalin zemřel 5. března 1953. Vasilij přijel krátce po smrti svého otce a v opileckém vzteku tvrdil, že jeho otec byl otráven. Ministr obrany Nikolaj Bulganin mu nabídl, že mu umožní převzít velení nad jakýmkoli vojenským okruhem kromě Moskvy, která byla jediná, kterou by přijal. Když odmítl, byl generálporučík letectví V. I. Stalin převelen do zálohy bez nároku na vojenskou uniformu. Necelé dva měsíce po otcově smrti byl Vasilij 28. dubna 1953 zatčen, protože navštívil restauraci se zahraničními diplomaty. Byl obviněn z hanobení vůdců Sovětského svazu, protisovětské propagandy a zločinné nedbalosti. Během vyšetřování se přiznal ke všem, dokonce i k těm nejsměšnějším obviněním. Za „protisovětskou propagandu“ (čl. 58–10 trestního zákoníku) a zneužití pravomoci úřední osoby (čl. 193–17 trestního zákoníku) byl odsouzen k osmi letům vězení. Soud byl veden neveřejně a bylo mu odepřeno právní zastoupení; jeho opakované žádosti o milost k novým sovětským vůdcům Nikitovi Chruščovovi, Georgiji Malenkovovi a Bulganinovi zůstaly nevyslyšené. Byl uvězněn ve zvláštní věznici ve Vladimiru pod jménem „Vasilij Pavlovič Vasiljev“. Z vězení byl propuštěn 11. ledna 1960. Ústřední výbor Komunistické strany Sovětského svazu mu vystavil penzi 300 rublů, byt v Moskvě a tříměsíční léčebnou dovolenou v Kislovodsku. Bylo mu také uděleno povolení nosit generálskou uniformu a všechny své vojenské medaile. 16. dubna 1960 byl Vasilij Stalin znovu zatčen KGB „za pokračování protisovětské činnosti“, které se měl dopustit při své návštěvě na velvyslanectví ČLR, kde údajně učinil „pomlouvačné prohlášení protisovětské povahy“. Celý rok strávil ve věznici Lefortovo. 28. dubna 1961 byl propuštěn z vězení a podle rozhodnutí prezidia Nejvyššího sovětu SSSR ze dne 25. dubna 1961 byl na dobu 5 let vyhoštěn do města Kazaň. Bylo mu zakázáno žít v Moskvě a Gruzii. Vedení KGB požadovalo, aby se vzdal jména Stalin, což kategoricky odmítl, v důsledku čehož téměř rok neměl pas a nemohl získat práci. Pouze za účelem registrace sňatku s Marií Ignatěvnou Ševerginovou (a pravděpodobně pod jejím vlivem) Vasilij souhlasil se změnou příjmení a 9. ledna 1962 obdržel pas s příjmením Džugašvili. Bydlel v Kazani na Gagarinově ulici, 105, byt 82.

### Smrt
Vasilij zemřel 19. března 1962 pod jménem Vasilij Josipovič Džugašvili podle lékařské zprávy na chronický alkoholismus dva dny před svými 41. narozeninami a byl pohřben na Arském hřbitově v Kazani.
Vasilij byl částečně rehabilitován v roce 1999, kdy Vojenské kolegium Nejvyššího soudu stáhlo obvinění z protisovětské propagandy z roku 1953. Jeho tělo bylo v roce 2002 exhumováno a znovu pohřbeno vedle jeho čtvrté manželky M. I. Ševerginové na moskevském Trojekurovském hřbitově.

## Osobní život
Vasilij Stalin byl čtyřikrát ženatý, měl čtyři vlastní děti, nepočítaje adoptované děti jeho manželek z předchozích manželství.

#### První manželka
Galina Alexandrovna Burdonskaja (1921–1990), dcera inženýra v kremelské garáži (podle jiných zdrojů – čekisty), pra-pravnučka zajatého napoleonského důstojníka. Manželství bylo zaregistrováno v roce 1940, trvalo do roku 1944, ale rozvod nebyl nikdy formalizován.
Syn – Alexander Burdonskij (1941–2017), divadelní režisér, ruský lidový umělec.
Dcera – Naděžda Stalinová (1943–1999), studovala na Moskevské umělecké divadelní škole u Olega Efremova, propuštěna „pro odbornou nezpůsobilost“(skutečným důvodem byla podle ní politická opatrnost rektora Venjamina Radomyšlenského), žila v Gruzii (Gori), poté v Moskvě, byla provdána (od roku 1966) za Alexandra Alexandroviče Fadějeva (1936–1993), herce Moskevského uměleckého divadla, adoptivního syna slavného sovětského spisovatele, tajemníka Svazu spisovatelů SSSR Alexandra Fadějeva.
Vnučka – Anastasia Stalinová (* 1977)

#### Druhá manželka
Jekatěrina Semjonovna Timošenková (21. 12. 1923 – 6. 12. 1988), dcera maršála Sovětského svazu Semjona Timošenka, manželství trvalo od roku 1946 do roku 1949.
Dcera – Světlana (7. 5. 1947 – 16. 1. 1990).
Syn – Vasilij Stalin (30. 9. 1949 – 12. 11. 1972), spáchal sebevraždu pod vlivem drog.

#### Třetí manželka
Kapitolina Georgijevna Vasiljevová (1918–2006), sportovkyně, mistryně SSSR v plavání, manželství trvalo od roku 1949 do roku 1953; Kapitolininu dceru z prvního manželství, Linu Vasiljevu, adoptoval Vasilij Stalin, a proto později nosila jméno Džugašvili.

#### Čtvrtá manželka
Maria Ignatěvna Nusbergová (rozená Ševerginová) (1930–2002), zdravotní sestra, sňatek byl zaregistrován 11. ledna 1962, po svatbě přijala příjmení Džugašvili; Mariiny dcery z prvního manželství, Ljudmilu a Taťánu, adoptoval Vasilij Stalin, po svatbě si ponechali jméno Džugašvili.

## Řády a vyznamenání
|  | Řád rudého praporu, 3x (20. června 1942, 2. července 1944, 22. června 1948)   |
|  | Řád Suvorova, 2. třídy (29. května 1945)                                      |
|  | Řád Alexandra Něvského (3. listopadu 1943)                                    |
|  | Medaile Za bojové zásluhy (1948)                                              |
|  | Medaile Za obranu Moskvy (1. května 1944)                                     |
|  | Medaile Za obranu Stalingradu (1942)                                          |
|  | Medaile za vítězství nad Německem ve Velké vlastenecké válce 1941–1945 (1945) |
|  | Medaile Za dobytí Berlína (1945)                                              |
|  | Medaile Za osvobození Varšavy (1945)                                          |
|  | Medaile 30. výročí sovětské armády a námořnictva (22. února 1948)             |
|  | Pamětní medaile 800. výročí Moskvy (1947)                                     |

#### Zahraniční řády
|  | Řád grunwaldského kříže, 3. třídy (Polsko, 1945)    |
|  | Medaile za Varšavu 1939–1945 (Polsko, 1945)         |
|  | Medaile Za Odru, Nisu a Baltské moře (Polsko, 1945) |